# 교황 사비니아노
교황 사비니아노(라틴어: Sabinianus PP., 이탈리아어: Papa Sabiniano)는 제65대 교황(재위: 604년 9월 13일 - 606년 2월 22일)이다.
사비니아노는 비테르보 인근의 블레라에서 태어났다. 로마 교회의 수석부제로 서품받았으며, 교황 그레고리오 1세의 사절로 동로마 제국의 콘스탄티노폴리스로 파견되었다. 사절의 임무를 잘 수행하여 그레고리오 1세의 신임을 받았으나 콘스탄티노폴리스 총대주교가 스스로 ‘세계 총대주교’로 칭하자 그레고리오 1세는 사비니아노가 너무 타협적이라고 판명하여 597년 서신에서 “나는 그(총대주교)가 당신을 속였다고 보며 … 어떤 사람도 두려워하지 마십시오. 이 일에 있어서 해야 할 바를 교황의 온전한 권위로 이행하십시오.”라고 하였다. 결국 597년 사비니아노는 로마로 소환되고 아나톨리우스가 후임자로 파견되었다.
사비니아노는 604년 9월 13일 교황으로 선출되었으며, 9월 13일에 동로마 제국 황제의 승인을 받았다. 그의 짧은 재위는 이탈리아 중부의 기근과 랑고바르드족의 재침공으로 혼란의 지속이었다. 《교황 연대표》에 기록된 바에 의하면, 로마에 기근이 닥치자 사비니아노가 시민들에게 곡물을 나누어 주었다고 한다. 하지만 그는 능숙하지 못한 경제 정책으로 사람들의 신망을 잃게 되었다. 1557년 이탈리아의 아우구스티노회원 오노프리오 판비니오는 자신의 저서 《로마 교황들의 간략한 역사》(Epitome pontificum Romanorum)에서 성무일도와 미사 중 성찬 전례 때 거양 성체 때 타종하는 관습을 도입한 것이 사비니아노라고 밝혔다. 이에 대한 최초의 언급은 13세기 귀욤 뒤랑의 《성무일도서》(Rationale Divinorum Officiorum)에서였다.
사비니아노는 그레고리오 1세에 비해 부족한 인물이었던 것으로 보인다. 똑같이 외세의 침입이 닥쳤을 때, 그레고리오 1세와 사비니아노의 대처 방식은 상이하게 달랐다. 그레고리오 1세는 곡식 창고를 열어서 로마 시민들에게 무료로 나누어 주었던 데 반해, 사비니아노는 높은 가격으로 판매한 것이다. 하지만 이는 나중에 그레고리오 1세의 일대기를 쓴 전기작가들이 허위로 기재한 것이라는 주장도 있다. 《교황 연대표》는 그레고리오 1세와는 달리 기독교 내 요직을 성직자들로 가득 채운 것을 사비니아노의 업적으로 기재하였다.